# ربکا لوبو
ربکا لوبو (انگلیسی: Rebecca Lobo؛ زادهٔ ۶ اکتبر ۱۹۷۳) بازیکن بسکتبال اهل ایالات متحده آمریکا است.
وی در مسابقات کشوری و بین‌المللی در مجموع برندهٔ ۱ مدال طلا، ۱ مدال نقره شده‌است.